# Scopula serena
Scopula serena là một loài bướm đêm trong họ Geometridae.